# Mara Lane
Pour les articles homonymes, voir Lane.
Mara Lane, née Dorothy Bolton le 1er août 1930 à Vienne et morte à Marbella (Andalousie) en 2014, est une actrice austro-britannique,. Elle a joué dans plus de 30 films entre 1951 et 1965.

## Biographie
Lane est née à Vienne, en Autriche. Elle est la fille aînée d'une mère pianiste d'origine russe, Olga Mironova, et d'un père anglais, Briton John Bolton, qui travaillait pour une société pétrolière américaine et qui est décédé plus tard dans un accident de voiture aux États-Unis. Sa plus jeune sœur est l'actrice Jocelyn Lane.
Lane a fait ses études secondaires à New York et a fréquenté le collège Marguerite Bourgeois à Montréal, au Canada.
Lane est décédée à Marbella, en Espagne, en 2014.

## Filmographie
- 1951 : Hell Is Sold Out de Michael Anderson
- 1952 : L'Inconnu de Monaco (en) (24 Hours of a Woman's Life) de Victor Saville
- 1953 : Week-end à Paris (Innocents in Paris) de Gordon Parry
- 1953 : Pages galantes de Boccace (Decameron Nights) de Hugo Fregonese
- 1954 : La grande avventura (it) de Mario Pisu
- 1954 : La souris déclenche la bagarre (en) (Angela) de Dennis O'Keefe et Edoardo Anton
- 1954 : Suzanne découche (Susan Slept Here) de Frank Tashlin
- 1954 : Hommes dans l'ombre (it) (Uomini ombra) de Francesco De Robertis
- 1955 : Les Aventures et les Amours de Casanova (Le avventure di Giacomo Casanova) de Steno
- 1955 : Reviens, ma petite (it) (Torna piccina mia!) de Carlo Campogalliani
- 1956 : Bonsoir Paris, bonjour l'amour (Bonsoir Paris) de Ralph Baum et Hermann Leitner
- 1957 : Monpti de Helmut Käutner
- 1956 : Amour au Portugal (de) (Der Fremdenführer von Lissabon) de Hans Deppe
- 1958 : Peter Foss, le voleur de millions (Peter Voss, der Millionendieb) de Wolfgang Becker
- 1958 : Ah ! quelles vacances ! (de) (Ooh … diese Ferien) de Franz Antel
- 1959 : Coup sur coup (de) (Schlag auf Schlag) de Géza von Cziffra
- 1959 : Le Retour de Bobby Dodd (de) (Bobby Dodd greift ein) de Géza von Cziffra
- 1961 : Que fait donc papa en Italie ? (de) (Was macht Papa denn in Italien?) de Hans-Dieter Schwarze (de)
- 1962 : La Lutte pour Jérusalem (Il vecchio testamento) de Gianfranco Parolini
- 1962 : Les Derniers jours d'Herculanum (Anno 79 : La distruzione di Ercolano) de Gianfranco Parolini
- 1964 : Bravo Bambina ! (de) (Jetzt dreht die Welt sich nur um dich) de Wolfgang Liebeneiner